# Вёска (Новгородская область)
Вёска — деревня в Солецком муниципальном районе Новгородской области. Относится к Выбитскому сельскому поселению. Постоянное население деревни — 11 человек (2010). Расположена к югу от деревни Доворец, на высоте 64 м над уровнем моря. В деревне есть одна улица — Полевая.

## История
Население деревни по переписи населения 1926 года — 352 человека. До августа 1927 года деревня Вёска в составе Ученской волости Старорусского уезда Новгородской губернии, затем, после упразднения Новгородской губернии, в составе Новосельского сельсовета вновь образованного Солецкого района Новгородского округа Ленинградской области. 30 июля 1930 года Новгородский округ был упразднён. В 1931 году Новосельский сельсовет был переименован в Доворецкий. Население деревни в 1940 году было — 207 жителей. С августа 1941 года по февраль 1944 года деревня была оккупирована немецко-фашистскими войсками. С лета 1944 года район, сельсовет и деревня в составе новообразованной Новгородской области.
По результатам муниципальной реформы входит в состав муниципального образования — Выбитское сельское поселение Солецкого муниципального района (местное самоуправление), по административно-территориальному устройству подчинена администрации Выбитского сельского поселения Солецкого района.